# Aire d'attraction de Monaco - Menton (partie française)
L'aire d'attraction de Monaco - Menton (partie française) est un zonage d'étude défini par l'Insee pour caractériser l’influence de la commune de Monaco sur les communes françaises environnantes.

## Définition
L'aire d'attraction d'une ville est composée d’un pôle, défini à partir de critères de population et d’emploi ainsi que d’une couronne constituée des communes dont au moins 15 % des actifs travaillent dans le pôle. Le pôle d’attraction constitue ainsi un point de convergence des déplacements domicile-travail,.

## Géographie
L’aire d'attraction de Monaco - Menton (partie française) est une aire intra-départementale dans les Alpes-Maritimes qui comporte douze communes. 

## Composition communale
| Nom                   | Code Insee | Département     | Statut                 | Superficie (km2) | Population (dernière pop. légale) | Densité (hab./km2) | Modifier                                    |
| --------------------- | ---------- | --------------- | ---------------------- | ---------------- | --------------------------------- | ------------------ | ------------------------------------------- |
| Beausoleil            | 06012      | Alpes-Maritimes | commune de la couronne | 2,79             | 12 430 (2022)                     | 4 455              | modifier les données · modifier les données |
| Cap-d'Ail             | 06032      | Alpes-Maritimes | commune de la couronne | 2,04             | 4 491 (2022)                      | 2 201              | modifier les données · modifier les données |
| Castellar             | 06035      | Alpes-Maritimes | commune de la couronne | 12,24            | 1 042 (2022)                      | 85                 | modifier les données · modifier les données |
| Castillon             | 06036      | Alpes-Maritimes | commune de la couronne | 7,51             | 422 (2022)                        | 56                 | modifier les données · modifier les données |
| Èze                   | 06059      | Alpes-Maritimes | commune de la couronne | 9,47             | 2 155 (2022)                      | 228                | modifier les données · modifier les données |
| Gorbio                | 06067      | Alpes-Maritimes | commune de la couronne | 7,02             | 1 568 (2022)                      | 223                | modifier les données · modifier les données |
| Menton                | 06083      | Alpes-Maritimes | commune de la couronne | 14,05            | 30 326 (2022)                     | 2 158              | modifier les données · modifier les données |
| Moulinet              | 06086      | Alpes-Maritimes | commune de la couronne | 41,07            | 253 (2022)                        | 6,2                | modifier les données · modifier les données |
| Roquebrune-Cap-Martin | 06104      | Alpes-Maritimes | commune de la couronne | 9,33             | 12 419 (2022)                     | 1 331              | modifier les données · modifier les données |
| Sainte-Agnès          | 06113      | Alpes-Maritimes | commune de la couronne | 9,37             | 1 365 (2022)                      | 146                | modifier les données · modifier les données |
| Sospel                | 06136      | Alpes-Maritimes | commune de la couronne | 62,39            | 3 807 (2022)                      | 61                 | modifier les données · modifier les données |
| La Turbie             | 06150      | Alpes-Maritimes | commune de la couronne | 7,42             | 3 012 (2022)                      | 406                | modifier les données · modifier les données |

## Démographie
Cette aire est catégorisée dans les aires de 50 000 à moins de 200 000 habitants, une catégorie qui regroupe 18,4 % de la population au niveau national,.